# Farnern
Farnern är en ort och kommun i distriktet Oberaargau i kantonen Bern, Schweiz. Kommunen har 224 invånare (2023).